# 贵港水蓑衣
贵港水蓑衣（学名：Hygrophila salicifolia var. longihirsuta）为爵床科水蓑衣属下的一个变种。

## 扩展阅读
- 維基物種上的相關：贵港水蓑衣